# 김창협
김창협(金昌協, 1651년 2월 21일(음력 1월 2일)~ 1708년 5월 30일(음력 4월 11일))은 조선 후기의 문신이며 학자이다. 자는 중화(仲和). 호는 농암(農巖), 삼주(三洲)이며, 본관은 본관은 안동(安東). 증조부는 좌의정 청음 김상헌(金尙憲), 할아버지는 동지중추부사 운수거사 김광찬(金光燦), 아버지는 영의정 문곡 김수항(金壽恒)이고, 어머니는 안정 나씨(安定羅氏)로 해주목사 나성두(羅星斗)의 딸이다. 영의정 몽와 김창집(金昌集)의 동생이며 조선 말기 형제 영의정으로 유명한 김병학(金炳學), 김병국(金炳國)의 6대 조부이다.
현종 때 진사에 급제하였으며 숙종 때 문과에 장원 급제하여 대사성과 청풍 부사에 이르렀다. 기사환국으로 아버지 김수항이 사약을 받고 죽자 벼슬을 내놓고 산중에 들어가서 살았다. 아버지의 누명이 풀리자, 예조참판, 이조참판, 대제학, 예조판서, 지돈녕부사 등으로 여러 차례 불렀으나 끝내 사양하였다. 노론 가문이었지만 이황의 사상에 심취해 평생 연구하였다. 저서로 《농암집》, 《사단칠정변》 등이 있다.

## 가족 관계
- 증조부 : 김상헌(金尙憲)
  - 할아버지 : 김광찬(金光燦)
    - 아버지 : 김수항(金壽恒)

  - 외조부 : 나성두(羅星斗)
    - 어머니 : 안정 나씨 나성두(羅星斗)의 딸
      - 형 : 김창집(金昌集)
      - 동생 : 김창흡(金昌翕)
      - 동생 : 김창업(金昌業)
      - 동생 : 김창즙(金昌楫)
      - 동생 : 김씨 - 이섭(李涉: 1664년~1692년 7월 20일(음력 6월 7일[1]))에게 출가(1665년 5월 1일(음력 3월 17일)~1681년 1월 23일(음력 1680년 12월 4일)[2])
      - 동생 : 김창립(金昌立: 1666년 9월 20일(음력 8월 22일)~1684년 2월 11일(음력 1683년 12월 26일))[3]
      - 부인 : 연안 이씨 이단상(李端相)의 딸
        - 장남 : 김숭겸(金崇謙: 1682년 11월 28일(음력 10월 30일)~1700년 11월 30일(음력 10월 20일))[4]
        - 자부 : 박씨 - 박권(朴權)의 딸(1682년 5월 21일(음력 4월 15일)~1733년 1월 31일(음력 1732년 12월 16일))[5]
          - 손자 : 김원행(金元行) - 생부 김제겸(金濟謙)

        - 장녀 : 서종유(徐宗愈)에게 출가
        - 차녀 : 이태진(李台鎭)에게 출가
        - 삼녀 : 김운(金雲: 1680년 1월 18일(음력 1679년 12월 17일)~1700년 8월 31일(음력 7월 17일)) - 오진주(吳晉周)에게 출가[6]
          - 외손자 : 오원(吳瑗, 1700년 ∼ 1740년)

        - 사녀 : 박사한(朴師漢)에게 출가
        - 오녀 : 유수기(兪受基)에게 출가